# Skt. Clemens Stræde
Skt. Clemens Stræde i Aarhus er et stræde der ligger mellem Immervad og Skt. Clemens Torv. Strædet kendes fra 1400-tallet, og fik sit nuværende navn i 1896.
Tidligere har det haft flere navne: Smuen (Smøgen), Barberstræde, Barbergyde og Klemensstræde.